# Transkaukasiske Socialistiske Føderative Sovjetrepublik
Den Transkaukasiske Socialistiske Føderative Sovjetrepublik (Transkaukasiske SFSR eller TSFSR), var en sovjetrepublik i Sovjetunionen, og eksisterede fra den 12. marts 1922 til den 5. december 1936. I 1936 opløstes den i tre nye sovjetrepublikker; den Armenske SSR, den Aserbajdsjanske SSR og den Georgiske SSR, og området udgør de nuværende stater Armenien, Aserbajdsjan og Georgien.
Alle tre lande er beliggende i det sydlige Kaukasus, og dermed adskilt fra Rusland af bjergkæden i Store Kaukasus, og området blev derfor omtalt som de transkaukasiske republikker.